# Josefa Ortiz de Domínguez

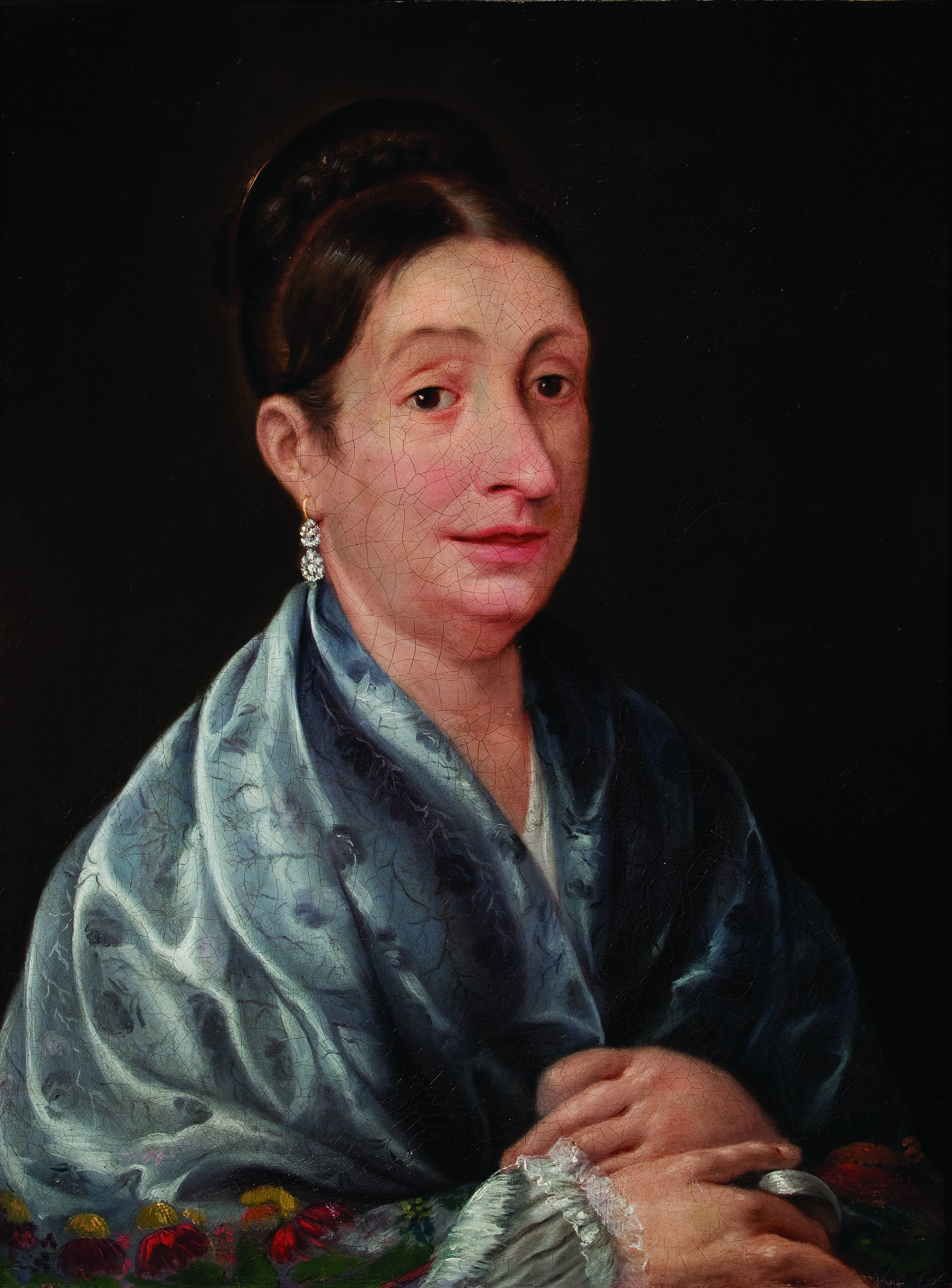
Josefa Ortiz de Domínguez

Alter 5-Peso-Schein mit dem Konterfei von Josefa Ortiz de Domínguez alias La Corregidora

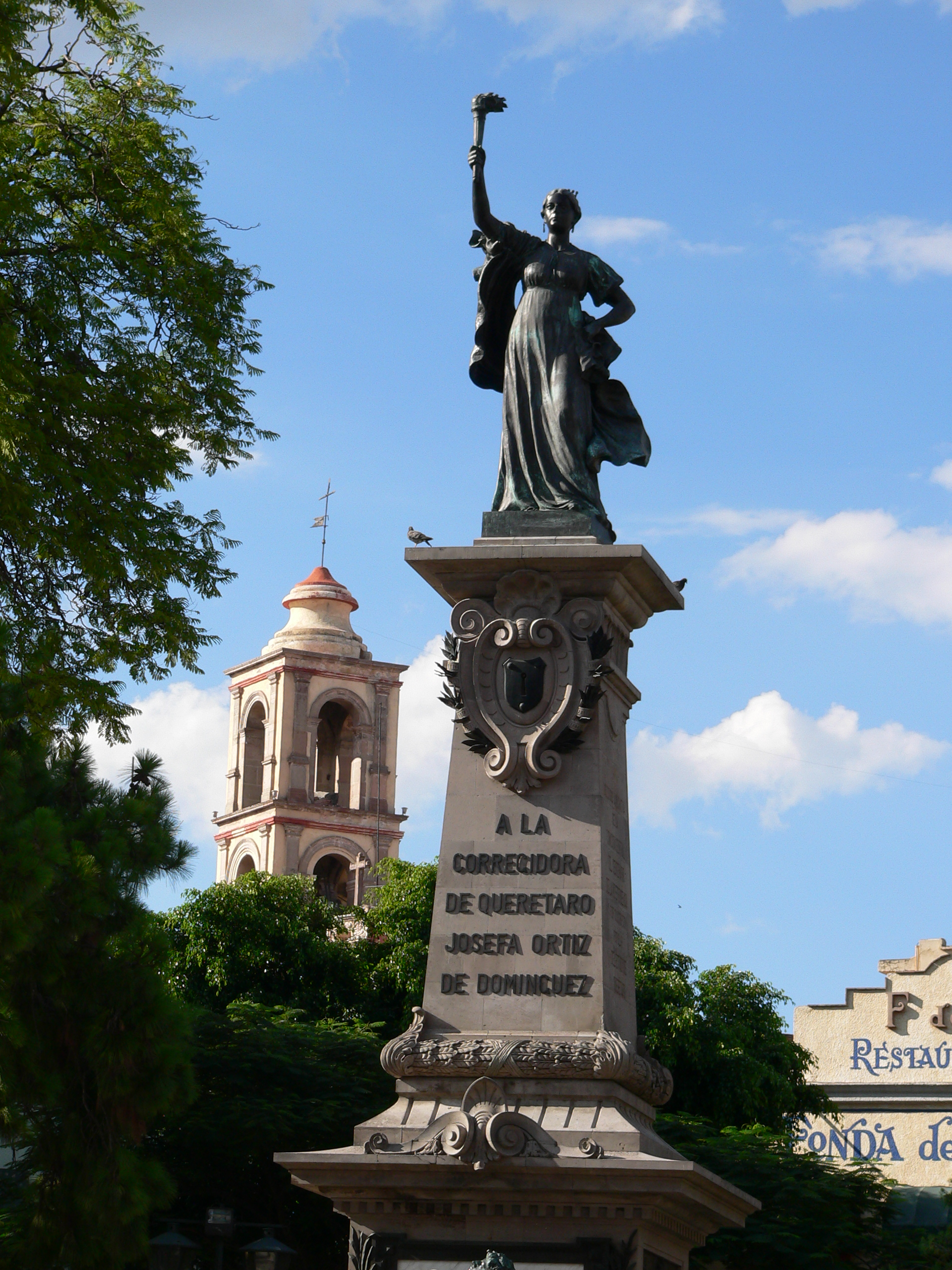
Statue der Corregidora in Querétaro

María Josefa Crescencia Ortiz de Domínguez (* 19. April 1773 in Mexiko-Stadt; † 2. März 1829 in Mexiko-Stadt), besser bekannt unter ihrem Beinamen La Corregidora, ist eine mexikanische Nationalheldin, die sich im Kampf um die Unabhängigkeit Mexikos von Spanien große Verdienste erworben hat.

## Leben

### Geburt und Heirat
Josefa Ortiz wurde 1768 als Tochter des Hauptmanns Juan José Ortiz und seiner Frau Manuela Girón y Calderón in Morelia geboren. Manchen Historikern nach, fand ihre Geburt jedoch in Mexiko-Stadt statt. Beide Elternteile verstarben früh, und so wuchs Josefa Ortiz in erster Linie unter der Obhut ihrer älteren Schwester Maria Sotero Ortiz auf. Im Mai 1789 belegte Josefa einen Studienplatz an der renommierten Königlichen Schule von San Ignacio de Loyola, die bekannter war unter der Bezeichnung Colegio de las Vizcaínas (Biskayische Mädchenschule). Dort verkehrte regelmäßig auch der Lizenziat Miguel Domínguez. Zwischen beiden funkte es auf Anhieb, und 1791 brach sie ihre Schulbildung im Alter von 23 Jahren ab und sie schlossen das Band der Ehe.

### La Corregidora
Zu Beginn des Jahres 1802 wurde Domínguez zum Corregidor der Stadt Santiago de Querétaro ernannt, was einem Magistratstitel bzw. einem Amtmann entspricht. Entsprechend wurde seine Frau Josefa Ortiz de Domínguez als Corregidora (Amtfrau) bekannt.

### Die Verschwörung von Querétaro
Sie gehörte zu der wachsenden Zahl unzufriedener Kreolen (spanisch: criollos, in Mexiko geborene Nachkommen spanischer Einwanderer), die von den in Spanien geborenen Einwanderern geringschätzig behandelt wurden. Es formierte sich ein erheblicher Widerstand, der in Querétaro eine entscheidende Quelle hatte.
Vermutlich ohne Kenntnis ihres Mannes empfing Doña Josefa in ihrem gemeinsamen Haus unter dem Vorwand eines Literaturklubs einige bedeutende Persönlichkeiten, die diese Ansicht teilten und bestrebt waren, die Unabhängigkeit Mexikos von Spanien zu erreichen. Es entwickelte sich ein enger Verschwörungskreis, zu dem unter anderem der Geistliche Miguel Hidalgo y Costilla und der Armeehauptmann Ignacio Allende gehörten. Bald war das Haus der Familie Domínguez Mittelpunkt der revolutionären Verschwörungsaktivitäten und spielte eine entscheidende Rolle bei der Vorbereitung des Unabhängigkeitskrieges. Die Verschwörer hatten geplant, den bewaffneten Aufstand am 1. Oktober 1810 loszutreten; am 10. September allerdings wurde ihr Vorhaben den Spaniern verraten.
Ortiz’ Ehemann, Miguel Domínguez, erhielt Befehl, die Aufrührer zu verhaften. Er ließ das Haus eines Verdächtigen durchsuchen und mehrere Verschwörer festnehmen. Doña Josefa blieb unter der Aufsicht ihrer Hausangestellten im Hause Domínguez und konnte von dort einen Boten nach Dolores zu Miguel Hidalgo entsenden, der am 16. September mit dem Grito de Dolores (‚Schrei von Dolores‘ oder auch ,Schrei der Schmerzen') die Bevölkerung hinter sich scharte und den Kampf gegen die Spanier aufnahm.
Nachdem die Spanier die erste Welle des Aufstandes niederschlagen konnten, wurde das Ehepaar Domínguez 1813 festgenommen. Während ihr Ehemann bald wieder freikam, hielten die Spanier Josefa Ortiz im Kloster der heiligen Theresa von Mexiko-Stadt gefangen. Ihr Mann zog ebenfalls nach Mexiko-Stadt, um sie zu unterstützen und ihr anwaltlichen Beistand zu geben. Nach der Rückkehr des spanischen Königs Ferdinand aus napoleonischer Gefangenschaft 1814 stellte Domínguez ein Gnadengesuch bei Vizekönig Juan Ruiz de Apodaca, der sie im Juni 1817 freiließ.

### Tod
Josefa Ortiz de Domínguez starb am 2. März 1829 an den Folgen einer Brustfellentzündung in Mexiko-Stadt, wo sie auch beerdigt wurde. Später wurden ihre sterblichen Überreste nach Querétaro überführt.

## Nationalheldin Mexikos
Josefa Ortiz de Domínguez ist eine der größten Nationalheldinnen in der Geschichte Mexikos. Ihr Konterfei erschien immer wieder auf offiziellen Münzen und Banknoten, wobei in der dazugehörigen Beschreibung regelmäßig nicht ihr bürgerlicher Name genannt wird, sondern ihr viel bekannterer Beiname La Corregidora (vgl. Foto oben). Unter derselben Bezeichnung wurde ihr zu Ehren auch das Fußballstadion von Querétaro benannt.